# Кубок Лихтенштейна по футболу 2014/2015
Кубок Лихтенштейна 2014—2015 — семидесятый сезон ежегодного футбольного соревнования в Лихтенштейне. Победитель кубка квалифицируется в квалификационный раунд Лиги Европы УЕФА 2015/16.

## Первый раунд
Матчи первого раунда прошли 26—27 августа 2014 года.
| Команда         | счёт              | Команда        |
| --------------- | ----------------- | -------------- |
| Бальцерс II     | 1:1 (по пен. 4:1) | Тризен         |
| Тризенн II      | 1:7               | Шан            |
| Эшен-Маурен III | 1:0               | Тризенберг II  |
| Шан III         | 0:2               | Тризенберг     |
| Бальцерс III    | 0:4               | Эшен-Маурен II |
| Вадуц III       | 0:3               | Руггелль II    |

## Второй раунд
Матчи второго раунда состоялись 30 сентября, 1 и 14 октября 2014 года. К шести победителям первого раунда добавились «Бальцерс» и «Вадуц II (до 23)».
| Команда         | счёт | Команда          |
| --------------- | ---- | ---------------- |
| Эшен-Маурен II  | 0:7  | Бальцерс         |
| Руггелль II     | 1:3  | Бальцерс II      |
| Шан             | 1:4  | Вадуц II (до 23) |
| Эшен-Маурен III | 0:1  | Тризенберг       |

## 1/4 финала
В четвертьфиналах к четырём победителям второго раунда добавились полуфиналисты предыдущего розыгрыша кубка: команды «Вадуц», «Эшен-Маурен», «Руггелль» и «Шан II Аццурри». Игры прошли 4 и 5 ноября 2014 года и 31 марта и 7 апреля 2015 года.
| Команда          | счёт          | Команда     |
| ---------------- | ------------- | ----------- |
| Шан II Аццурри   | 0:5           | Эшен-Маурен |
| Руггелль         | 1:2 (в д.вр.) | Вадуц       |
| Тризенберг       | 2:0           | Бальцерс II |
| Вадуц II (до 23) | 3:1           | Бальцерс    |

## 1/2 финала
Полуфинальные матчи прошли 21 апреля 2015 года.
| Команда     | счёт          | Команда          |
| ----------- | ------------- | ---------------- |
| Тризенберг  | 1:0 (в д.вр.) | Вадуц II (до 23) |
| Эшен-Маурен | 0:2           | Вадуц            |

## Финал
| Вадуц                                                          | 5:0 (2:0) | Тризенберг |
| -------------------------------------------------------------- | --------- | ---------- |
| Абегглен 21′ · Мунтвилер 26′ · Шюрпф 29′ · Ланг 63′ · Сара 90′ |           |            |